# Pitcairnesiska
Pitcairnesiska (eller Pitkern) är ett kreolspråk som talas av invånarna på Pitcairnöarna. Språket bygger på 1700-tals-engelska (speciellt King James Bible) och tahitiska.

## Historik
Myteristerna från Bounty hämtade 19 personer på Tahiti och bosatte sig på Pitcairnöarna och där utvecklades språket. Det talas idag av mindre än 100 personer. De runt 45 invånarna på ön pratar främst engelska men ibland även pitcairnesiska. Båda har officiell status på öarna. Fast attityderna mot språket är relativt positiva och språkgemenskapen är uppmuntrande, finns det några familjer där pitkern inte talas alls.
Under 1850-talet förflyttades Pitcairns befolkning till Norfolkön, då man befarade Pitcairn inte skulle kunna försörja dem. De förde med sig sitt språk dit där det utvecklades till norfuk. De två språken är så nära besläktade att norfuk ibland betraktas som en dialekt av pitcairnesiska.. Några familjer återvände 1859 och några till 1864. Det polynesiska inflytandet minskade och 1890 övergick befolkningen till sjundedagsadventisterna.
Som andra kreolspråk, har pitcairnesiskan en enkel grammatik. Den saknar böjning av substantiv och verb, obestämd artikel, relativa pronomen och skillnad mellan adjektiv och adverb.
Språket har ingen skriftlig standard.

## Ordförråd
De ord som finns i pitcarnesiskan och som skiljer sig från engelskans standardord kan delas in tre grupper:
1. med engelskt ursprung,
2. med polynesiskt ursprung,
3. med annat eller okänt ursprung.

En undersökning från 1980 menar att grupperna utgör runt 60, 25 och 15 procent av en ordlista på 1000 ord.
De engelska orden kan delas in i:
1. arkaismer, ord som förekommit tidigare i engelskan men nu anses ålderdomliga eller rent av oförståeliga, som musket, vilket betyder handeldvapen, som svenskans musköt,
2. sjömansord, ord som används till sjöss, som deck för golv och heave för kasta,
3. ord från andra dialekter, särskilt skotska (då många myterister kom därifrån) och australiensiska ord, som iwi för liten respektive billy (elektrisk tekanna),
4. sjundedagsadventistord, preparation (fredag) och sabbath (lördag) då sjundedagsadventisterna är den dominerande kyrkan på ön,
5. kraftigt uttalsförändrade moderna engelsk ord, an för  one, daa för that, och
6. engelska ord med ny betydelse eller ordklass, crazy som verb och sparrow för pitcairnsångaren (Acrocephalus vaughani)

Den sista gruppen tar upp runt 40 procent av orden, medan de andra 20 procent tillsammans.
De polynesiska orden rör ofta växter och fiskar. Ibland kombineras de med ett engelskt för- eller efterled. Andra ord har bildats av ett personnamn, i och med att det är så få människor som bor på ön. Maträtten eddie är uppkallad av Edward Christian (1870-1930), som älskade den. Fisken Coris heter Elwyn's trousers eftersom dess mönster liknar de byxor som Elwyn Christian (1908-1981) hade på sig när den fångades för första gången.

## Exempel
| Pitcairn         | Svenska                 |
| ---------------- | ----------------------- |
| O-a              | ja                      |
| I kawa           | Jag vet inte            |
| It's darking     | Det blir mörkt          |
| I no been see-um | Jag har inte sett honom |
| Bout yawly gwen? | Hur är läget?           |